# Patrizia Kummerová
Patrizia Kummerová (* 16. října 1987 v Ernenu) je švýcarská snowboardistka.
Na olympijských hrách v Soči roku 2014 získala zlatou medaili v paralelním obřím slalomu. Tři medaile má i z mistrovství světa, stříbro z paralelního slalomu z roku 2013, stříbro z paralelního obřího slalomu 2017 a bronz ze stejné disciplíny z roku 2009. Vyhrála patnáct závodů Světového poháru. Již během závodní kariéry se věnovala studiu psychologie.